# ميليندا هاغ
ميليندا هاغ (بالإنجليزية: Melinda Haag)‏ هي محامية أمريكية، ولدت في 1961 في سان دييغو في الولايات المتحدة.